# Heliconiini
Heliconiini es una tribu de lepidópteros perteneciente a la familia Nymphalidae. Este grupo tiene unas 100 especies y subespecies distribuidas por todo el mundo.

## Géneros
- Agraulis (Boisduval & Le Conte, 1833) monotípico
- Cethosia (Fabricius, 1807) – lacewings
- Dione (Hübner, 1819)
- Dryadula (Michener, 1942) monotípico
- Dryas (Hübner, 1807) monotípico
- Eueides (Hübner, 1816) –
- Heliconius (Kluk, 1802) –
- Laparus Billberg, 1820 (ahora considerado sinónimo de Heliconius.
- Philaethria (Billberg, 1820)
- Podotricha (Michener, 1942)
- Speyeria (Scudder, 1872) –